# 왕중양
왕중양(1113년 1월 11일 – 1170년 1월 22일; 중국력: 송 휘종 정화 2년 12월 22일 - 금 세종 대정 10년 1월 4일)은 중국의 철학자이자 시인이었다. 그는 도교 도사이자 12세기 금 왕조(1115–1234) 시기에 전진교의 창시자 중 한 명이었다. 그는 전진교의 북오조 중 한 명이었다. 그는 또한 무협 소설 작품에 등장하는 인물이기도 하다.

## 이름
- 성: 왕 (王)
- 이름: 중부 (中孚); 덕위 (德威); 철 (喆)
- 자: 운경 (允卿); 세웅 (世雄); 지명 (知明)
- 호: 중양자 (重陽子)

## 생애
왕은 1113년 유복한 가정에서 '중부'라는 본명으로 태어났다. 그는 중국 고전과 무술을 교육받았다.
왕은 금–송 전쟁에서 북중국을 정복한 여진족이 이끄는 금 왕조에 대항하여 반란을 일으킬 의도를 가지고 있었다. 전통에 따르면, 1159년 여름 48세가 되던 해에 그는 한 주점에서 종리권, 여동빈, 유해섬 세 명의 도교 신선을 만났다. 그들은 그에게 비전의 도교를 가르쳤다. 그는 이름을 '철'로 바꾸고 도교 이름 '중양'을 사용했다.
1160년, 왕은 신선 중 한 명을 다시 만났고 "감수선원록(Ganshui Xianyuan Lu)"이라는 일련의 서면 지침을 받았다. 이 서면 지침에는 나중에 그의 제자가 될 두 남자(마옥과 담처단)의 이름이 포함되어 있었다. 왕은 관중 (지명)의 중남산 근처에 자신을 위한 무덤을 짓고 "산송장의 무덤"이라고 불렀다. 그는 그곳에서 3년 동안 살았다.
3년이 끝날 무렵, 왕은 무덤을 흙으로 채우고 그 위에 오두막을 지어 "전진 오두막"이라고 불렀다. 그는 다음 4년 동안 오두막에서 도교를 공부하고 자신의 지식을 다른 사람들에게 전수했다. 그 동안 그는 담처단을 만나 병을 치료해준 후 그를 제자로 삼았다. 구처기와 담은 왕과 함께 주변 마을을 여행하며 다섯 개의 도교 회당을 설립했다. 왕의 가르침은 "전진 가르침"(오두막의 이름을 따서)이라고 불렸고 그의 도교 분파는 전진교로 알려지게 되었다.
1167년, 왕은 오두막을 불태우고 동쪽으로 산둥성으로 여행하여 마옥과 마의 아내 손불이를 만났는데, 그들도 1169년에 그의 제자가 되었다. 총 7명의 제자를 받아들였는데, 이들 중 유처현, 담처단, 왕처일, 구처기, 학대동은 나중에 "전진 칠사" 또는 "전진 칠장"으로 알려지게 되었다. 그들은 또한 "칠선" 또는 "칠진인"이라고도 불린다.
1169년 10월, 왕은 마와 다른 네 명의 제자를 이끌고 관중으로 돌아갔다. 그들이 카이펑 변주에 있는 왕의 여관에 도착했을 때, 왕중양은 기진맥진하여 서쪽으로 여행을 계속할 수 없었다. 죽기 전에 그는 마를 자신의 후계자로 지명하여 다른 제자들을 이끌고 종교를 확장하도록 했다. 1170년 음력 1월 4일(1170년 1월 22일), 왕중양은 58세의 나이로 변량 대초원 만수궁에서 팔베개를 한 채 자연사했다. 마는 왕을 카이펑 현지 신자들의 꽃밭에 임시로 묻었다. 2년 후, 그는 관중 중남산 유장촌의 옛 비구니암 옆에 다시 묻혔다.
1187년, 금 세종 황제는 왕의 제자 왕처일(일부 자료에 따르면 구처기도)을 내궁으로 불러 설법하게 했다. 나중에 그는 자신의 임종 시 왕처일을 불러달라고 요청했다. 세종의 후계자인 장종 황제는 전진 도교의 가르침을 금지했다. 그는 그들을 이단적이고 사회에 해를 끼친다고 여겼다. 그는 나중에 전진교의 가르침으로 개종하여 왕처일이 연경(현재의 베이징)에 1년 동안 머물도록 했다. 세종의 손자 완안수는 나중에 왕중양의 전기를 썼다.
그는 룽먼 석굴에서 불멸화되었다.

## 저서
왕은 도교 교훈을 담은 많은 시를 썼다. 전설에 따르면 유처현은 왕의 시 중 하나를 읽고 왕의 추종자가 되었다.
왕의 저서에는 다음이 포함된다:
- "중양 전진집"(重陽全真集)[2]
- "중양 교화집"(重陽教化集)
- "중양 분리십화집"(重陽分梨十化集) ("배를 나누다"라는 문구는 "헤어지다"의 동음이의어이다. 이 글은 마옥과 손불이가 도를 더 잘 수행하기 위해 헤어지도록 설득하기 위한 것이었다.)

## 제자

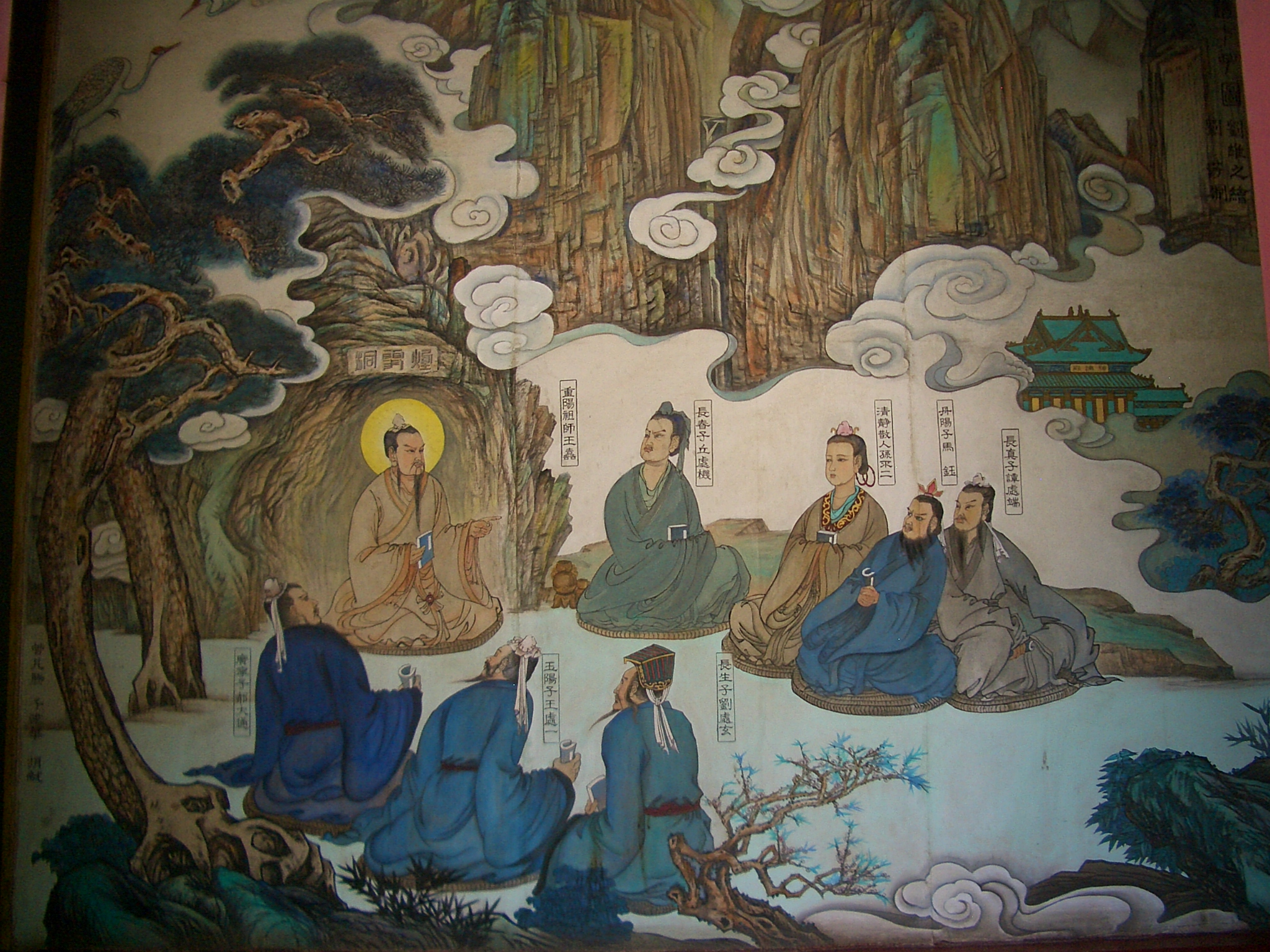
왕중양과 그의 일곱 제자들, 우한 장춘관에 그려져 있다.

왕의 일곱 제자 중 가장 유명한 인물은 손불이와 구처기였다. 손의 남편인 마옥은 일곱 제자 중 한 명이었고, 손은 여성 도교인들에게 중요한 역할 모델이 되었다. 마옥은 나중에 왕의 뒤를 이어 전진교의 지도자가 되었다.
구처기는 칭기즈 칸의 총애를 얻어 베이징에 백운관을 세웠다. 칭기즈 칸은 모든 전진교에 면세 혜택을 부여하고 구처기를 중국의 모든 종교를 총괄하는 책임자로 임명했다.
일곱 제자 각각은 자신만의 전진교 계보를 세웠다. 그들은 다음과 같다:
1. 마옥 (馬鈺)은 옥선 계보(만선)를 창시했다.
2. 담처단 (譚處端)은 남무 계보(남쪽 허공)를 창시했다.
3. 유처현 (劉處玄)은 수산 계보(수산)를 창시했다.
4. 구처기(丘處機)는 용문 계보(용문)를 창시했다.
5. 왕처일 (王處一)은 옥산 계보(옥산)를 창시했다.
6. 학대동 (郝大通)은 화산 계보(화산 (중국))를 창시했다.
7. 손불이(孫不二)는 청정 계보(청명과 고요)를 창시했다.

## 픽션에서

### 사조영웅전 삼부작
왕중양은 김용의 무협 소설 사조영웅전과 신조협려에 언급된다. 그는 첫 번째 소설의 사건이 일어날 때 이미 사망했으며, 그의 생애에 대한 세부 사항은 그의 사제인 주백통과 같은 다른 등장인물들에 의해 밝혀진다. "중신통"(中神通, zhōng shéntōng)이라는 별명을 가진 왕중양은 화산 (중국)에서의 무술 대결 후 당시 강호 (무림)에서 최고의 무림 고수 중 한 명으로 부상했다. 그는 또한 실제 전진교를 기반으로 한 전진교를 설립했다. 그의 사후, 그의 일곱 제자들이 그를 이어 전진교를 강호의 주요 정통 무림 문파 중 하나로 이끈다.
두 번째 소설에서 주인공 양과와 소용녀는 전진교가 기반을 둔 중남산의 고묘에서 왕중양의 삶에 대한 더 자세한 내용을 발견한다. 왕중양은 소용녀와 양과가 속한 고묘파의 창시자인 임조영과 낭만적인 관계를 가졌던 것으로 드러난다. 왕중양은 시합에서 임조영에게 패했고, 무덤 소유권을 넘겨주고 남은 평생을 도교 승려로 수도하는 약속을 지켜야 했다.

### 다른 등장인물
홍콩 만화가 황옥랑의 만화 시리즈 《용호문》에서 왕중양은 '구양신공'의 창시자로 언급된다.

## 내용주
1. ↑  宋徽宗政和二年十二月廿二 – 金世宗大定十年正月初四

## =인용
1. 1 2 3 4 5  Jing-shen Tao, "The Jurchen in Twelfth-Century China". University of Washington Press, 1976, ISBN 0-295-95514-7. Pages 106-107.
2. ↑  “Saints & Sages Part VI: 王重陽 Wang Chong Yang (1113－1170) – Purple Cloud” (오스트레일리아 영어). 2020년 8월 4일에 확인함.

### 자료
- Daoism Handbook, Livia Kohn, editor. (Handbook of Oriental Studies Section Four, Volume 14.) Brill Academic Publishers, 2000.
- The Taoist Manual: An Illustrated Guide Applying Taoism to Daily Life, Brock Silvers. Sacred Mountain Press 2005.